# 生deココ
『生deココ』（なまでココ）は、南日本放送（MBCテレビ）が2006年12月2日から2007年4月28日まで毎月1回、土曜日の9:45 - 11:15に編成していた生放送の情報番組。ハイビジョン放送。

## 概要
MBCテレビが地上デジタル放送を開始した日の翌日に第1回目を放送。鹿児島県内の特定箇所をピックアップし、全編生中継でその土地の様々なものを視聴者に紹介していた。地元住民が中心の番組構成であり、番組宣伝にも住民が出演していた。
司会はMBCアナウンサーの松木圭介と豊平有香、美坂理恵、MBCタレントの野口たくお。第4回（2007年3月24日）までは大村絵美も出演していた。

## 放送日と取材地
- 第1回 - さつま町・宮之城ちくりん館（2006年12月2日）
- 第2回 - 鹿児島市谷山・鹿児島情報高校（2007年1月13日）
- 第3回 - 出水市・武家屋敷群（2007年2月24日）
- 第4回 - 長島町・薄井漁港など（2007年3月24日）
- 第5回 - いちき串木野市・串木野漁港など（2007年4月28日）